# Piacevole confronto
Piacevole confronto és una pel·lícula italiana escrita i dirigida per Piero Vida el 1983 rodada en 16mm. Originalment titulada Disagio, fou exhibida a les Incontri cinematografici di Salsomaggiore Terme '83 i a la IV edició de la Mostra de València., després als cinemes d'Itàlia, distribuït amb el nou títol.
La pel·lícula es va fer amb la contribució del Ministeri de Turisme i Espectacles.

## Trama
Cinc personatges d'edat diferents es troben en una vil·la modernista, ben amagada entre els ombrívols edificis de la ciutat. Entre ells es desenvolupa el joc de l'enfrontament i la ironia, que degut al sentiment de vergonya i malestar que provoca entre ells fa que finalment prenguin decisions inesperades: el cirurgià recuperat d'una malaltia que torna amb els seus, els nuvis es casen perquè esperen un fill, la parella de la vila continuen vivint una relació de recerca de la igualtat.

## Repartiment
- Piero Vida: Bruno
- Danila Caccia: Bianca
- Giampaolo Santini: Giovanni
- Manuela Torri: Francesca
- Franco De Chiara: Armando